# Dolmen du Conguel
Le dolmen du Conguel est un dolmen situé à Quiberon, dans le département français du Morbihan. L'important mobilier céramique original qui y a été découvert a conduit à la définition d'un type de poterie éponyme.

## Historique
Le dolmen a été découvert par Félix Gaillard en 1891. F. Gaillard pensait que les menhirs isolés étaient des indicateurs de sépultures et il avait ainsi été attiré par la présence du menhir du Conguel, alors situé 160 m plus au nord. Découvrant une émergence rocheuse, il pratiqua un sondage et découvrit la tombe. Le comte Ch. de La Grange en effectua la fouille et Gaillard en fit le compte-rendu à la Société d'Anthropologie de Paris. Le dolmen  est classé au titre des monuments historiques par arrêté du 30 juillet 1920. En 1926, la commune vend le terrain attenant au nord à la Compagnie du chemin de fer de Paris à Orléans, qui souhaite y implanter un camp de vacances, et lors des travaux de clôture du terrain le dolmen est endommagé par les ouvriers. Z. Le Rouzic fait restaurer l'édifice aux frais de la société. Plus tard, lors de la construction du boulevard du Conguel, il fut envisagé de déplacer le dolmen mais l'opération n'eût pas lieu.

## Description
Le dolmen est du type dolmen à couloir court. Son architecture est originale : la paroi orientale de la chambre correspond à un affleurement granitique naturel  faisant surplomb. La chambre est de forme sud-rectangulaire (4 m de long sur 1,70 m de large pour une hauteur moyenne de 1,50 m). L'entrée est orientée au nord-est. Elle était précédée d'un petit couloir de 1,20 m de longueur sur 0,60 m de largeur  désormais disparu. L'ensemble était recouvert d'un cairn.

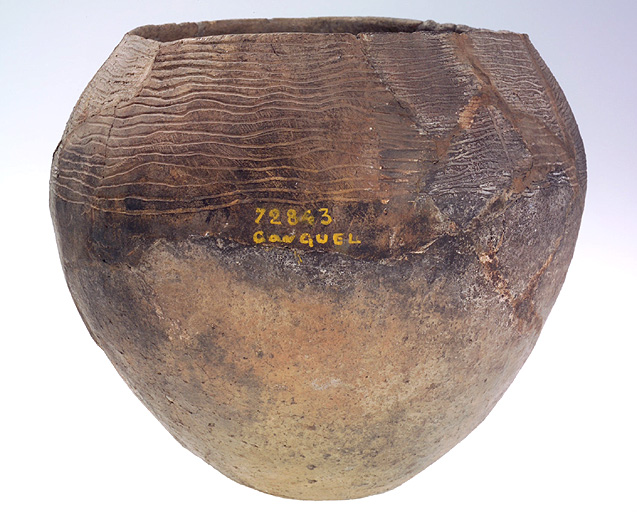
Vase découvert dans la couche supérieure (musée de Bretagne).

## Matériel archéologique
La fouille a révélé, sous une couche de sable, la présence de deux couches archéologiques distinctes, de 0,40 m d'épaisseur chacune, séparées par un dallage en pierres plates. Le dolmen a ainsi connu deux phases d'utilisation. Le matériel archéologique découvert se compose d'ossements humains et d'un important mobilier funéraire.
La couche inférieure renfermait les restes d'au moins deux individus dans le couloir et de trois autres dans la chambre. La couche supérieure comprenait deux individus avec le corps replié dans la largeur du dolmen.
Le compte-rendu publié par F. Gaillard mentionne onze vases, deux haches polies, dix perles, deux grattoirs, une lame en silex et des tessons de poterie mais l'intégralité des découvertes n'a jamais fait l'objet d'une publication complète. La couche inférieure renfermait des vases à fond rond ou plat avec un décor typique constitué de bandes comportant une alternance d'incisions à cru (verticales et horizontales), de lignes brisées et de demi-cercles concentriques ayant contribué à définir un faciès culturel éponyme (dit type Conguel). La couche supérieure comportait des vases bi-coniques avec un décor linéaire constitué d'incisions régulières et de lignes brisées de type campaniforme.
Le mobilier céramique est désormais conservé au Musée d'Archéologie nationale dans le fonds P. du Châtellier.